# Parc des Sports
Il Parc des Sports  è lo stadio principale di Avignone. È di proprietà del Comune di Avignone ed è il terreno di casa dell'AC Arles-Avignon che si è appena promosso in Ligue 1. Anche il club Calcio Avignone 84 si è promosso durante la permanenza in questo stadio, ma a partire dalla stagione 2010/2011, giocherà allo stadio Leon Dulcy (ex stadio Rotonde) nelle Divisioni Regionali. La capacità di quest'ultimo è di 7.194 persone (5.194 a sedere).